# Heinrich Ludwig (Nassau-Saarbrücken)

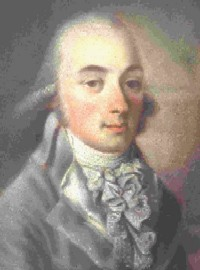
Heinrich von Nassau-Saarbrücken

Heinrich Ludwig Karl Albrecht von Nassau-Saarbrücken (* 9. März 1768 in Saarbrücken; † 27. April 1797 bei Cadolzburg) war von 1794 bis zu seinem Tod der vorletzte Fürst von Nassau-Saarbrücken. Er regierte das Land jedoch nie, da es ab 1793 von französischen Revolutionstruppen besetzt war.

## Leben
Er war der einzige Sohn von Fürst Ludwig von Nassau-Saarbrücken aus dessen Ehe mit Prinzessin Wilhelmine von Schwarzburg-Rudolstadt (1751–1780). Die Ehe verlief unglücklich, sodass sich Wilhelmine auf Schloss Halberg zurückzog und dort den gemeinsamen Sohn erzog.

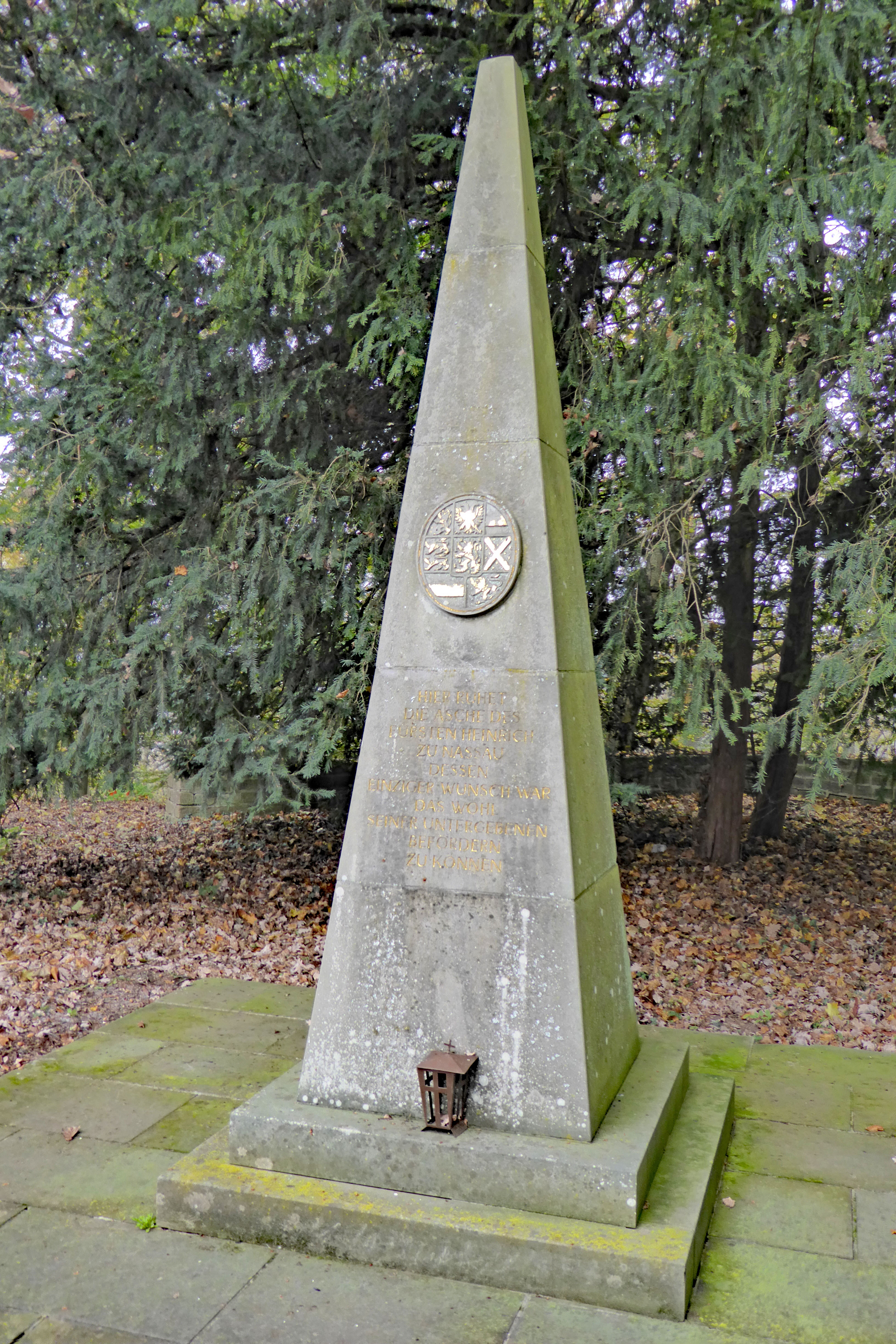
Obelisk am Grab Heinrichs von Nassau-Saarbrücken auf dem Halberg

Er studierte zunächst an der Universität Straßburg und von 1782 bis 1785 in Göttingen Physik. Danach reiste er: 1786 war er in Berlin und im Frühjahr 1787 in Italien.
Am 14. Mai 1793 musste er vor den Franzosen aus Schloss Jägersberg flüchten und trat in preußische Kriegsdienste. Er musste zusehen, wie im Oktober 1793 sein Saarbrücker Stammschloss in Flammen aufging. Am 14. November 1793 wurde er Oberst der preußischen Kavallerie. 1794 starb sein Vater und er erbte die Fürstenwürde. Aber schon 1797 starb er im Alter von 29 Jahren nach einem Sturz vom Pferd in der Nähe seines Asyls Schloss Cadolzburg an einer Hirnblutung.
Da Heinrichs Ehe kinderlos geblieben war, fiel das Fürstentum Nassau-Saarbrücken nach seinem Tod gemäß dem Nassauischen Erbverein an einen Verwandten, Karl Wilhelm von Nassau-Usingen, der noch bis 1801 nominell Fürst von Nassau-Saarbrücken blieb und 1803 im Reichsdeputationshauptschluss für den Verlust der linksrheinischen Lande mit rechtsrheinischen Gebieten entschädigt wurde.
Testamentarisch hatte Heinrich in Erinnerung an seine Kindheit den Saarbrücker Halberg als den Ort seiner letzten Ruhe bestimmt. Das von Graf Ludwig Kraft von Nassau-Saarbrücken erbaute (barocke) Schloss Monplaisir lag jedoch infolge der Zerstörungen im Ersten Koalitionskrieg in Trümmern, außerdem hielt Frankreich das Territorium noch immer besetzt. Deswegen wurde Heinrichs Leichnam in Cadolzburg beigesetzt. Erst 1976 ermöglichte die Initiative „Freundeskreis Erbprinz Heinrich“ die Überführung und Umbettung seiner Gebeine auf den Halberg. Ein Obelisk am Ende der Zufahrtsstraße zum heutigen (historistischen) Schloss Halberg kennzeichnet die Stelle.

## Familie
Heinrich wurde auf Betreiben seines Vaters als Elfjähriger am 6. Oktober 1779 mit der sieben Jahre älteren Marie Françoise Maximilienne de Montbarrey (* 2. November 1761; † 2. Februar 1838) vermählt, einer Tochter des französischen Kriegsministers Alexandre-Marie-Léonor de Saint-Mauris de Montbarrey, die er am 1. Mai 1789 nach Saarbrücken heimführte. Die Ehe blieb kinderlos.

## Bemerkung
1. ↑   Halberg History Tour (Memento des Originals vom 4. August 2016 im Internet Archive)  Info: Der Archivlink wurde automatisch eingesetzt und noch nicht geprüft. Bitte prüfe Original- und Archivlink gemäß Anleitung und entferne dann diesen Hinweis. (zuletzt abgerufen am 4. August 2016)
2. ↑  Dictionnaire de la noblesse. 3. Aufl. Bd. 18. Hrsg. von Chenaye-Desbois und Badier. Schlesinger, Paris 1873, Sp. 126 (online bei Google Books).

| Vorgänger | Amt                                    | Nachfolger   |
| --------- | -------------------------------------- | ------------ |
| Ludwig    | Fürst von Nassau-Saarbrücken 1794–1797 | Karl Wilhelm |

| Personendaten    | Personendaten                                                             |
| ---------------- | ------------------------------------------------------------------------- |
| NAME             | Heinrich Ludwig                                                           |
| ALTERNATIVNAMEN  | Heinrich Ludwig Karl Albrecht von Nassau-Saarbrücken (vollständiger Name) |
| KURZBESCHREIBUNG | Fürst von Nassau-Saarbrücken                                              |
| GEBURTSDATUM     | 9. März 1768                                                              |
| GEBURTSORT       | Saarbrücken                                                               |
| STERBEDATUM      | 27. April 1797                                                            |
| STERBEORT        | bei Cadolzburg                                                            |